# Ugie
Der Ugie ist ein Fluss in der schottischen Council Area Aberdeenshire. Er entsteht durch den Zusammenfluss von North und South Ugie Water etwa zwei Kilometer nordöstlich von Longside. In östlicher Richtung abfließend mündet der Ugie nach etwa zehn Kilometern nördlich von Peterhead in die Nordsee.
Das Einzugsgebiet des Ugie umfasst 325 km2. Seit 1988 wird sein Pegel an der Station Inverugie ein kurzes Stück aufwärts der Mündung bestimmt. Als normale Schwankungsbreite gelten Pegel zwischen 30 cm und 1,6 m. Der höchste Wasserstand an dieser Station wurde am 8. Januar 2016 mit 2,68 Metern verzeichnet. Der langjährige durchschnittliche Abfluss beträgt 4,92 m3/s. 50 % des ländlich geprägten Einzugsgebiets des Ugies liegen unterhalb von 84,1 Metern. Mit mehr als 78 % besitzen Wiesen und Felder der größten Anteil an der Fläche.

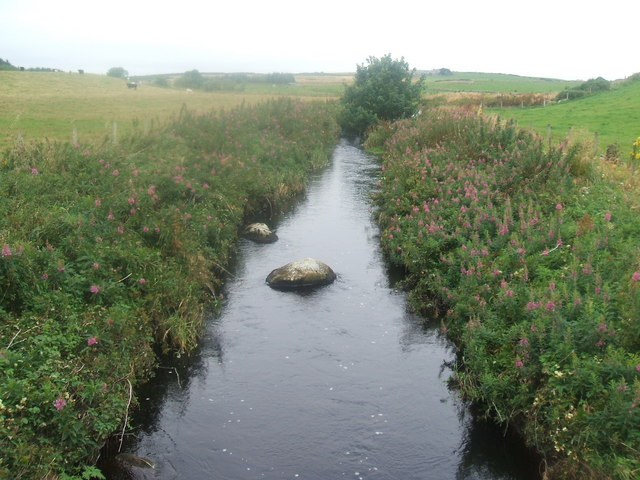
North Ugie Water
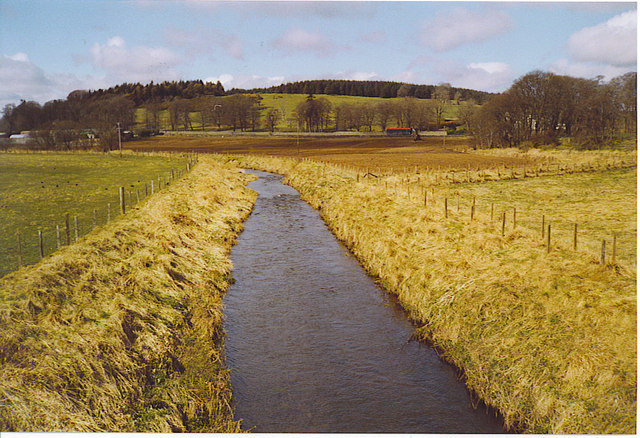
South Ugie Water